# Григорианская башня
Григорианская башня (итал. Torre Gregoriana) или Башня ветров (итал. Torre dei Venti) — уникальный памятник истории европейской культуры. Обсерватория эпохи итальянского Возрождения. Расположена  в Ватикане над Галереей географических карт, которая соединяет виллу Бельведер с Апостольским дворцом.

## История
Первый этап строительства башни приписывается папе Григорию XIII. В папской булле содержалось указание построить башню в подходящем месте Ватикана и оснастить её «величайшими и лучшими инструментами того времени». Проект был разработан после ряда встреч экспертов, назначенных для реформирования юлианского календаря, используемого с 45 года до н.э., с целью проверки предложенных ими реформ. Христофор Клавиус, математик-иезуит из Римской коллегии, был главным экспертом в комитете, который предложил новую систему астрономических наблюдений. Затем была построена башня высотой 73 метра, фланкирующая Бельведер и Двор пинии.

## Характеристика
Башня имела два этажа и мезонин. На первом этаже находилась знаменитая Комната солнечных часов, которая вначале была открытой лоджией. Папа Урбан VIII сделал её закрытой, и впоследствии она была украшена длинной чередой фресок, написанных в 1580-1582 годах Симоном Лаги и двумя фламандскими художниками Паулем и Матисом Брилем. Ныне в башне сохранились росписи Никколо Чирчиньяни и Маттеино да Сиена.